# Estação J.F. Kennedy
J. F. Kennedy é uma estação metroviária terminal da linha "A", do Metro de Rennes.

## Projeto
A estação foi construída como toda a linha entre 1997 e 2002. Em estilo contemporâneo foi projetada pela arquiteta Manuelle Gautrand.

## Acessos
Boulevard d'Anjou, rue du Nivernais, avenue Winston Churchill e rue du Bourbonnais.